# 電子束加熱

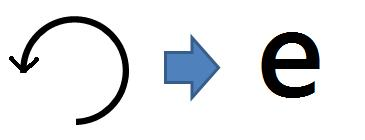
通俗稱呼e-Beam中有小寫字母"e"不只代表電子(electron)，更有形似電子螺線飛行路徑的趣味

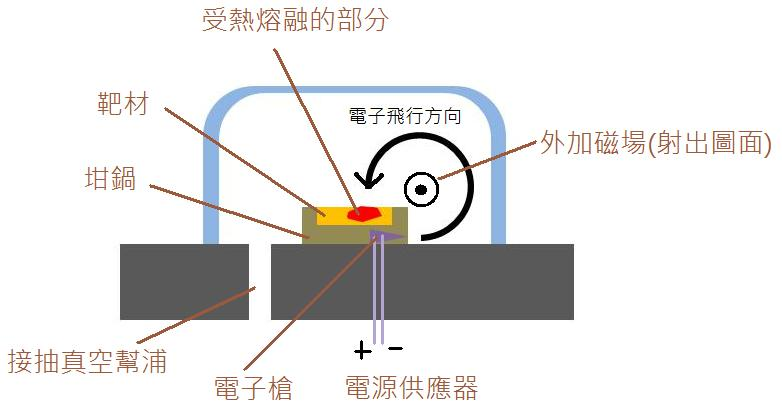
電子束加熱示意圖

電子束加熱(electron beam furnace)或譯電子束爐或簡稱EB爐(EB furnace)、e-Beam爐是一種真空爐，在真空環境下以高能電子束為媒介傳遞熱量給欲加工之工件靶材。電子束加熱屬於電子束科技的一種。
電子束爐常用來製造或精煉高純度金屬，尤其是的鈦、釩、鉭、鈮、鉿，跟一些奇特的合金等等。電子束爐利用電子槍（實務上熱電子槍較常見，如果場發式的還要考慮電磁場對電子束飛行路線的干擾）來產生電子束，而且通常電子槍會以施加高電壓的方式來確保電子束中的電子有足夠的飛行速度。
如果要做真空加熱，未必非電子束爐莫屬，電弧爐也是一種常見的替代方案。
其它類似的科技還有電子束積層製造跟電子束焊接。